# Asociația de Fotbal din Bermuda
Asociația de Fotbal din Bermuda este forul ce guvernează fotbalul în Bermuda. Se ocupă de organizarea echipei naționale și a altor competiții sportive.